# Saison 2019-2020 du CA Osasuna
Maillots
Dernière mise à jour : 20 juin.
Chronologie
Saison précédente Saison suivante
La saison 2019-2020 du CA Osasuna marque le retour de l'équipe première en première division du championnat d'Espagne de football depuis la relégation survenue deux saisons auparavant. Après avoir passé 2 années en Liga 1/2/3, l'équipe conclue brillamment sa saison par un titre de champion de deuxième division, son premier titre depuis 1956. L'équipe se retrouve donc engagée en Liga ainsi qu'en Copa Del Rey. L'équipe est entraînée pour la deuxième année consécutive par Jagoba Arrasate, technicien artisan de la remontée.

## Liga
Le tableau résume l'ensemble des rencontres de championnat de première division
À venir.

### Classement
| Rang | Équipe          | Pts | J  | G  | N  | P  | Bp | Bc | Diff |
| ---- | --------------- | --- | -- | -- | -- | -- | -- | -- | ---- |
| 8    | Getafe CF       | 54  | 38 | 14 | 12 | 12 | 43 | 37 | +6   |
| 9    | Valence CF      | 53  | 38 | 14 | 11 | 13 | 46 | 53 | −7   |
| 10   | CA Osasuna P    | 52  | 38 | 13 | 13 | 12 | 46 | 54 | −8   |
| 11   | Athletic Bilbao | 51  | 38 | 13 | 12 | 13 | 41 | 38 | +3   |
| 12   | Levante UD      | 49  | 38 | 14 | 7  | 17 | 47 | 53 | −6   |

## Copa Del Rey de football
À venir.

## Transferts